# Пекінський будинок Сун Цінлін
Пекінський будинок Сун Цінлін (кит.: 北京 宋庆龄 故居) — будинок в пекінському районі Сичен, в якому жила вдова Сунь Ятсена, заступник голови КНР Сун Цінлін.

## Історія
На тому місці, де стоїть будинок, з давніх часів жили високопоставлені особи. Так, при династії Цин за часів правління під девізом «Цяньлун» тут жив імператорський фаворит Хешень, за часів правління під девізом «Цзяціна» тут була резиденція великого князя Чена, за часів правління під девізом «Гуансюй» - резиденція  великого князя Чуня.
У 1962 на терені квітника колишньої резиденції великого князя Чуня збудовано двоповерхову будівлю. У квітні 1963 в нього переїхала Сун Цінлін (до цього вона жила в будинку, який зараз охороняється державою як Будинок-музей Го Можо), і жила тут до самої смерті в 1981.
З 1982 будинок став пам'ятником, що охороняються державою.
Крім пекінського, державою також охороняється будинок, в якому Сун Цінлін жила в Шанхаї.

## Див. Також
- Будинок Сун Цінлін (Шанхай)